# Dentella
Dentella é um género botânico pertencente à família Rubiaceae.